# Barack Obama Presidential Center
Le Barack Obama Presidential Center est un projet de complexe immobilier qui abritera la bibliothèque présidentielle de l'ancien président des États-Unis Barack Obama, ainsi qu'un musée. La construction a débuté en 2021, la tour a été achevée à la mi-2024 et le centre devrait ouvrir au premier semestre 2026.

## Description
Ce centre, hébergé par l'université de Chicago et administré par la National Archives and Records Administration (NARA), sera situé dans le Jackson Park dans le quartier de Woodlawn à Chicago dans l'Illinois. Avant de devenir le 44e président des États-Unis, Barack Obama a été organisateur communautaire dans cette ville, puis enseignant à l'université de Chicago. C'est également dans cette ville qu'il a lancé sa carrière politique, étant  élu sénateur de l'Illinois.
Une fondation à but non lucratif, la Barack Obama Foundation (en), a été créée pour superviser la création du centre. C'est la première fois qu'un centre présidentiel n'est pas géré par l'administration fédérale des archives nationales (la construction étant cependant, comme habituellement, faite sur fonds privés).
Le centre est établi sur un parc. Le musée sera localisé dans un bâtiment central de 55 mètres où sera gravé sur la façade le discours « You are America » (en), prononcé le 7 mars 2015 pour commémorer les 50 ans des marches de Selma pour les droits civiques.
Le projet du centre suscite néanmoins des critiques dans l'ancien fief du président, notamment de la part des riverains et de militants antiracistes. On reproche notamment au centre de participer à la gentrification du quartier, avec un risque d'augmentation des prix immobiliers et donc de départ des populations les plus pauvres, noires en particulier. Deux petits golfs publics vont dans les environs être remplacés par un parcours privé dessiné par Tiger Woods et l'université de Chicago va faire construire un hôtel de luxe et un centre de conférences. La bourgeoisie noire y est à l'occasion critiquée pour son élitisme. Les critiques portent également sur le fait de ne pas employer assez de gens du quartier pour la construction du centre. Elles évoquent aussi le « cadeau » du maire Rahm Emanuel — un proche de Barack Obama, qui fut chef de cabinet de la Maison-Blanche sous sa présidence avant de devenir maire de Chicago — de 95 millions de dollars à la fondation privée Obama pour le terrain de construction, offert, ainsi que les 175 millions de dollars que coûtera aux contribuables l'aménagement des axes routiers alentour.